# Tagged Image File Format
A TIFF [Tag (elterjedtebben, de kevésbé helyesen: Tagged) Image File Format] az egyik legelterjedtebb rasztergrafikus képek tárolására alkalmas fájlformátum. Kiterjesztésként a .tif használt. (Vigyázat, mert megtévesztő: a rövidítés TIFF, míg a kiterjesztés csak .tif. Előfordulnak olyan szoftverek is, amelyek a .tiff kiterjesztést használják, főleg az Apple Computer által gyártott számítógépeken, de nem gyakoriak).

## A TIFF szabvány
A JPEG formátumhoz hasonlóan a TIFF is szabványosított az ISO szervezet által mint az állóképek (statikus képek) nemzetközi szabványa, így sok operációs rendszer támogatja. Annak ellenére, hogy felépítése jól szabványosított és jól dokumentált, nem élvezi a felhasználók nagy bizalmát, mert oly sok variánsa van, hogy csak nagyon kevés szoftvertermék képes támogatni az összeset. Pl. egy TIFF-es fájlba lehet akár JPEG-tömörített képet beletenni. Ennek ellenére elmondható, hogy a professzionális tördelő- (például Corel Ventura Publisher, Adobe Pagemaker, Quark XPress) ill. grafikus programok (CorelDraw, Adobe Illustrator, Adobe Photoshop) kitűnően támogatják.

## A formátum fejlődése, verziók
| verzió | megjelenés éve | tömörítés módja | megjegyzés                          |
| 3.0    | 1986           | CCITT           | fekete-fehér szürkeárnyalatos képek |
| 4.0    | 1987           | RLE             | RGB                                 |
| 5.0    | 1988           | LZW             | paletták                            |
| 6.0    | 1992           | JPEG            | CMYK, YCBCR                         |

## Belső struktúra
A formátum három belső rétegre van felosztva:
- H (Header) – a fájl fejléce (minden fájl csak egyet tartalmaz),
- IFD (Image File Directory) – az adatok jelentésének leírása,
- I (Image Data) – az IFD által leírt tulajdonképpeni adatok.

A fájlformátum már említett bonyolultságát az okozza, hogy a H után a többi réteg tetszőlegesen következhet, vagy akár először az összes IFD, majd az összes I, vagy akár fordítva is. 
Az IFD réteg ún. tageket (vagy fieldeket, mezőket) tartalmazhat, melyekből több mint félszáz van, s ráadásul a felhasználói program sajátokat is bevezethet. Az IFD részei tetszőleges sorrendben követhetik egymást, van azonban egy szabály, melyet be kell tartani: a fájl színfelbontásától függően a következő sorrendben kell a tageknek következniük: fekete-fehér, szürkeárnyalat, palettás és teljes színfelbontású.

## Külső hivatkozások
- The TIFF Image File Format Archiválva 2006. május 22-i dátummal a Wayback Machine-ben: a formátum és működésének jó leírása
- https://web.archive.org/web/20070319002727/http://mail.borland.hu/~lori/fotoelmelet/digitformatumok.txt Digitális kép- és videotömörítő technikák: a fejléc leírása magyarul[halott link]